# Oberodenthal

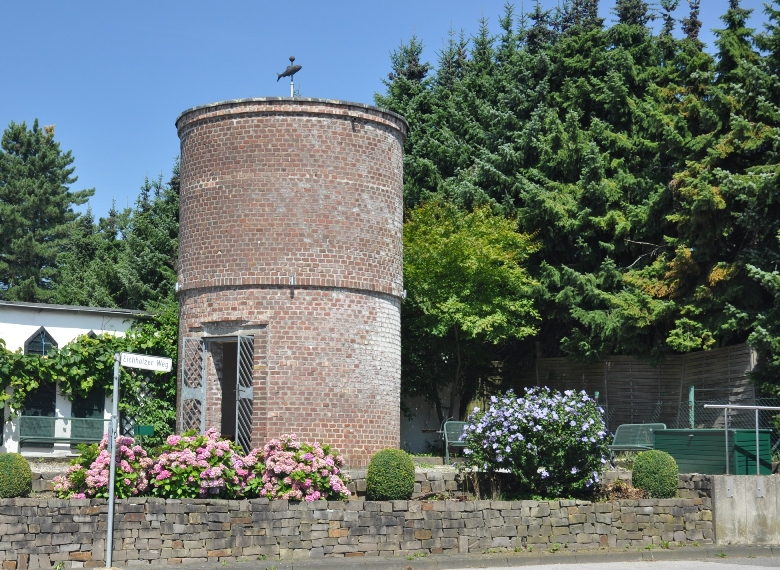
Historischer Wasserturm Neschen

Oberodenthal ist eine Gemarkung mit der Nummer 4938 in der Gemeinde Odenthal im Rheinisch-Bergischen Kreis.

## Geographie
Oberodenthal liegt zwischen Altenberg und der Dhünntalsperre und ist ein Zusammenschluss von einzelnen Weilern. Dazu gehören die Odenthaler Ortsteile Bömberg, Bömerich, Bülsberg, Busch, Feld, Grimberg, Großgrimberg, Hüttchen, Klasmühle, Kümps, Landwehr, Neschen, Pistershausen, Scheuren und Schmeisig.

## Geschichte
Oberodenthal gehörte als Oberkirchspiel bis in das 19. Jahrhundert zur Herrschaft Odenthal im Herzogtum Berg.
Aus der Charte des Herzogthums Berg 1789 von Carl Friedrich von Wiebeking geht hervor, dass die Herrschaft in die Bereiche Oberkirspel (Oberes Kirchspiel) und Unterkirspel (Unteres Kirchspiel) gegliedert war. Oberkirspel bildete dann, nachdem das Herzogtum Berg zur preußischen Rheinprovinz gehörte, das Dorf bzw. die Gemeinde Oberodenthal in der Bürgermeisterei Odenthal.

## Infrastruktur
Zu den Einrichtungen in Oberodenthal gehören die Gemeinschaftsgrundschule Neschen und der katholische Kindergarten Hüttchen. Beim Kreiswettbewerb Unser Dorf hat Zukunft belegte Oberodenthal im Oktober 2011 den ersten Platz und errang im Juni 2012 für den Rheinisch-Bergischen Kreis im Landeswettbewerb den zweiten Platz.

## Sehenswürdigkeiten
- In Neschen steht der historische Wasserturm. Er wurde 1928 erbaut. 1968 wurde der Betrieb eingestellt und der Turm seinem Schicksal überlassen. 2005 wurde er von ehrenamtlichen Bürgern aus Oberodenthal in Eigenarbeit restauriert. Mit Lesematerial im Innern, einem überdimensionalen Schachbrett und einer Bank nebenan, dient er heute als Treffpunkt im Dorf.
- Im Ortsteil Hüttchen befindet sich der aus dem 11. Jahrhundert stammende  Kochshof, in dem der Zugvogel – deutscher Fahrtenbund seinen Bundessitz hat.

## Kirche
Im Ortsteil Neschen liegt die katholische Kirche St. Michael. Sie wird von der katholischen Pfarrgemeinde St. Mariä Himmelfahrt am Dom Unserer Lieben Frau zu Altenberg und der evangelischen Domgemeinde Altenberg genutzt. Betreut wird sie aus Kostengründen seit 2005 von inzwischen 30 Ehrenamtlern aus Oberodenthal. Das Erzbistum Köln würdigte dieses Engagement 2010 mit einer Auszeichnung und einem Geldpreis.

## Regelmäßige Veranstaltungen
- Große Prunksitzung
- Karnevalszug (Karnevalssamstag)
- Tanz in den Mai (30. April)
- Kirmes (3. Wochenende im August)
- Patentreffen auf dem Kochshof (August)
- Övver Ohnder Cup (Fußballturnier September / je nach Sommerferien)
- Weinfest (mit Krönung Weinkönig/Weinkönigin)(September/je nach Sommerferien)
- Michaelsfest (Ende September/Anfang Oktober)
- St. Martinszüge (Kindergarten/Grundschule)(November)
- Weihnachtsbaumanleuchten am Wasserturm (Samstag vor dem 1. Advent)